# Siêu động đất
Siêu động đất xảy ra tại đới hút chìm ở ranh giới hội tụ phá huỷ, nơi một mảng kiến tạo ở phía dưới một mảng khác. Những trận động đất giữa hai mảng này là loại mạnh nhất trên hành tinh, với độ lớn trên thang độ lớn mô men (Mw) có thể vượt quá 9,0. Kể từ năm 1900, tất cả các trận động đất 9,0 độ hoặc lớn hơn được coi là siêu động đất. Không có loại hoạt động kiến tạo nào khác trên mặt đất có thể tạo ra động đất với quy mô này.

## Thuật ngữ
Trong lúc đứt vỡ xảy ra, một bên của đứt gãy được đẩy lên so với bên còn lại, và nó được biết đến là đứt gãy chờm nghịch. Chúng là một loại đứt gãy bình thường. Đứt gãy chờm là đứt gãy nghịch với độ dốc nhỏ hơn hoặc bằng 45 °. Đứt gãy nghịch trượt bằng có cả thành phần đứt gãy trượt bằng và đứt gãy nghịch.

## Các khu vực
Các khu vực hút chìm chính thường ở Thái Bình Dương và Ấn Độ Dương và chịu trách nhiệm về hoạt động núi lửa gắn liền với Vành đai lửa Thái Bình Dương. Vì những trận động đất này làm biến dạng đáy đại dương, chúng thường tạo ra một loạt những cơn sóng thần lớn. Chúng được biết đến là tạo ra sự rung lắc dữ dội trong khoảng thời gian có thể kéo dài tới vài phút.
Ở Nhật Bản, siêu đứt gãy Nankai dưới vùng Nankai Trough chịu trách nhiệm cho những trận siêu động đất Nankai gắn liền với sóng thần.
Một nghiên cứu báo cáo vào năm 2016 cho thấy rằng các trận siêu động đất lớn nhất có liên quan tới sự di chuyển xuống của một phần mảng kiến tạo với độ dốc nhỏ.

## Ví dụ
Ví dụ về các trận động đất megathrust được liệt kê trong bảng sau.
| Sự kiện                                                | Độ lớn ước tính (Mw) | Mảng kiến tạo liên quan                                                                                                 | Chú thích |
| ------------------------------------------------------ | -------------------- | --- | --- |
| Động đất Crete 365                                     | 8,0+                 | Mảng châu phi hút chìm dưới mảng biển Aegea                                                                             | - Trận động đất tạo ra cơn sóng thần lớn ở Địa Trung Hải và tạo ra sự dịch chuyển đáng kể theo chiều dọc của đảo Crete. |
| Động đất Sanriku 869                                   | 8,6–9,0              | Mảng Thái Bình Dương hút chìm dưới mảng Okhotsk                                                                         | - Độ dài trượt: 200 km - Độ rộng trượt: 85 km |
| Động đất Valdivia 1575                                 | 8,5                  | Mảng Nazca hút chìm dưới mảng Nam Mỹ                                                                                    | |
| Động đất Cascadia 1700                                 | 8,7–9,2              | Mảng Juan de Fuca hút chìm dưới mảng Bắc Mỹ                                                                             | - Độ dài trượt: 1000 km - Chuyển động trượt: 20 m |
| Động đất Hōei 1707                                     | 8,6–9,3              | Mảng Philippin hút chìm đưới mảng Á-Âu                                                                                  | - Thời gian: khoảng 10 phút - Độ rộng trượt: khoảng 600 và 700 km |
| Động đất Valparaíso 1730                               | 8,7-9,0              | Mảng Nazca hút chìm dưới mảng Nam Mỹ                                                                                    | |
| Động đất Kamchatka 1737                                | 8,3–9,0              | Mảng Thái Bình Dương hút chìm dưới mảng Okhotsk                                                                         | - Thời gian: 15 phút - Độ sâu: 40 km - Độ dài trượt: khoảng 700 km |
| Động đất Lisboa 1755                                   | 8,5–9,0              | Theo giả thuyết là một mảng kiến tạo mới còn đang được tranh cãi. Có liên quan đến đứt gãy chuyển dạng Azores–Gibraltar | - Tàn phá Lisbon và theo sau bởi cơn sóng thần cao 20 m cùng với nhiều đám cháy. - Nó làm 10.000-100.000 người thiệt mạng. - Mộ của Nuno Álvares Pereira bị phá huỷ, cùng với các ghi chép lịch sử về chuyến đi của Vasco da Gama và Christopher Columbus |
| Động đất Arica 1868                                    | 8,5–9,0              | Mảng Nazca hút chìm dưới mảng Nam Mỹ                                                                                    | - Độ dài trượt: 600 km |
| Động đất Iquique 1877                                  | 8,5–9,0?             | Mảng Nazca hút chìm dưới mảng Nam Mỹ                                                                                    | - Độ dài trượt: 420 và 450 km |
| Động đất Ecuador–Colombia 1906                         | 8,8                  | Mảng Nazca hút chìm dưới mảng Nam Mỹ                                                                                    | |
| Động đất Nankaidō 1946                                 | 8,1                  | Mảng Philippin hút chìm dưới mảng Á-Âu                                                                                  | - Độ dài trượt: có thể là 300 km |
| Động đất Kamchatka 1952                                | 9,0                  | Mảng Thái Bình Dương subducting beneath the Okhotsk Plate                                                               | - Độ sâu: 30 km - Độ dài trượt:: khoảng 600 km |
| Động đất đảo Andreanof 1957                            | 8,6                  | Mảng Thái Bình Dương hút chìm đươi mảng Bắc Mỹ                                                                          | - Độ sâu: 33 km - Độ dài trượt: khoảng 700 km |
| Động đất Valdivia 1960                                 | 9,5                  | Mảng Nazca hút chìm dưới mảng Nam Mỹ                                                                                    | - Thời gian: 5–6 phút - Độ sâu: 33 km - Độ dài trượt: 850 và 1000 km - Độ rộng trượt: 200 km - Chuyển động trượt: 20 m |
| Động đất Alaska 1964                                   | 9,2                  | Mảng Thái Bình Dương hút chìm dưới mảng Bắc Mỹ                                                                          | - Thời gian: 4–5 phút - Độ sâu: 25 km - Độ dài trượt: 800 và 850 km - Độ rộng trượt: 250 km - Chuyển động trượt: 23 m |
| Động đất nam Peru 2001                                 | 8,4                  | Mảng Nazca hút chìm dưới mảng Nam Mỹ                                                                                    | - Độ sâu: 33 km - Độ dài trượt: 200 km - Độ rộng trượt: 110 km |
| Động đất Sumatra-Andaman 2004 ("Động đất Ấn Độ Dương") | 9,1–9,3              | Mảng Ấn Độ hút chìm dưới mảng Burma                                                                                     | - Tổng dịch chuyển theo chiều dọc được đo bởi khảo sát sonar là khoảng 40 m trong các vùng lân cận của tâm chấn và xảy ra như hai sự dịch chuyển riêng biệt mà tạo ra hai vách đá lớn, dốc, gần như thẳng đứng, cài nhà ở trên cái kia. - Thời gian: 8–10 phút - Độ sâu: 30 km - Độ dài trượt: 1000 và 1300 km - Độ rộng trượt: 180 km - Chuyển động trượt: 33 m |
| Động đất Chile 2010                                    | 8,8                  | Mảng Nazca hút chìm dưới mảng Nam Mỹ                                                                                    | - Độ sâu: 35 km - Độ dài trượt: 500 km - Độ rộng trượt: 200 km |
| Động đất và sóng thần Tōhoku 2011                      | 9,1                  | Mảng Thái Bình Dương hút chìm dưới mảng Okhotsk                                                                         | - Thời gian: 6 phút - Depth: 29 km - Độ dài trượt: 500 km - Độ rộng trượt: 200 km - Chuyển động trượt: 20 m |
| Động đất Iquique 2014                                  | 8,2                  | Mảng Nazca hút chìm dưới mảng Nam Mỹ                                                                                    | - Độ sâu: 20.1 km - Độ dài trượt: 170 km - Độ rộng trượt: 70 km |
| Động đất Illapel 2015                                  | 8,3                  | Mảng Nazca hút chìm dưới mảng Nam Mỹ                                                                                    | - Độ sâu: 25 km - Độ dài trượt: 260 km - Độ rộng trượt: 80 km |